# Michael Fitzgerald (Mediziner)

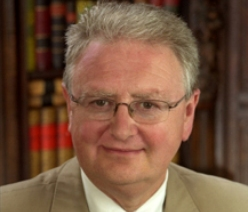
Michael Fitzgerald

Michael Fitzgerald (* 7. Oktober 1946) ist ein irischer Psychiater und Hochschullehrer.

## Leben
Michael Fitzgerald studierte an der Chicago Medical School in den USA. 1970 arbeitete er als junior doctor am St. Patrick's Hospital in Dublin. Es folgten Anstellungen am Bethlehem Royal and Maudsley Hospital London und am National Hospital for Nervous Diseases. 1979 wurde er senior registrar am Psychiatry Kings's College Hospital London. Weiter wirkte er als Facharzt für Psychiatrie am National Children's Hospital Dublin. 1996 wurde er zum ersten Professor für Kinderpsychiatrie in Irland an das Trinity College in Dublin berufen. Er ist wissenschaftlicher Berater der Irish Society for Autism.
In seiner Laufbahn hat Fitzgerald mehr als 1900 Menschen mit Autismus oder Asperger-Syndrom diagnostiziert. Als Autor oder Co-Autor hat er 16 Bücher veröffentlicht. Weitere Bekanntheit erreichte er mit seinen Untersuchungen über den Zusammenhang zwischen Autismus und Kreativität, die er in seinen Büchern Genesis of Artistic Creativity – Asperger's Syndrome and the Arts und Autism and Creativity veröffentlichte. Simon Baron-Cohen bezeichnete das letztere Buch als das beste, das er über Autismus gelesen hätte.

## Veröffentlichungen (Auswahl)
- Did „The Man Who Loved Only Numbers“, Paul Erdős, have Asperger syndrome? In: Nordic Journal of Psychiatry. 1999, Band 53 (6), S. 465–466.
- Did Isaac Newton have Asperger's Syndrome? In: European Child and Adolescent Psychiatry Journal. 1999, Band 8, S. 244.
- Autism and Creativity: is there a link between autism in men and exceptional ability? 2004.[3]
- Mit John Harpur und Maria Lawlor: Succeeding in College with Asperger’s Syndrome. 2004.
- The Genesis of Artistic Creativity: Asperger's Syndrome and the Arts. Jessica Kingsley Publishers, 2005, ISBN 1843103346.[4]
- Mit Viktoria Lyons: Asperger Syndrome – A Gift or a Curse? 2005.[5]
- Mit John Harpur und Maria Lawlor: Succeeding with interventions for Asperger syndrome adolescents. 2006.
- Mit Mark Bellgrove und Michael Gill (Hrsg.): Handbook of Attention Deficit Hyperactivity Disorder. 2007.
- Mit Brendan O’Brien: Genius Genes: How Asperger Talents Changed the World. Autism Asperger Publishing Company, 2007, ISBN 1931282447.[6]
- Mit Ioan James: The Mind of the Mathematician. The Johns Hopkins University Press, 2007, ISBN 0801885876.
- Mit Antoinette Walker: Instoppable Brilliance - Irish Geniuses and Asperger's Syndrome. 2008, ISBN 1905483287.[7]